# Kočevske Poljane
Kočevske Poljane este o localitate din comuna Dolenjske Toplice, Slovenia, cu o populație de 100 de locuitori.